# ラリ・エスポジット
マリアナ・"ラリ"・エスポジット（Mariana "Lali" Espósito、1991年10月10日 - ）は、ラリとも記載されるアルゼンチンの歌手、ソングライター、女優、ダンサー、モデルである。
エスポジットは2003年に、子供向けテレノベラ『Rincón de Luz』で芸能界デビューを果たした。幾つかの脇役を経て、主演を務めた『Casi Ángeles』がラテンアメリカ、中東、ヨーロッパで彼女の名声を高めた。同番組から派生したティーンエンジェルズというポップ・バンドも商業的に成功を収め、アルゼンチン以外でも国際的なツアー公演を行なった。
音楽面では、2014年にソロ・デビューアルバム『A Bailar』をリリース、2016年に2枚目のアルバム『Soy』をリリースし、いずれもアルゼンチン音楽映像事業者会議所(CAPIF)からアルゼンチンのゴールドディスクに認定された。
彼女はアルゼンチン版キッズ・チョイス・アワード13回をはじめ、MTVミレニアル・アワード6回、ガルデル・アワード5回、MTVヨーロッパ・ミュージック・アワード4回など様々な賞を獲得しており、2015年にはニュースサイトのInfobaeがアルゼンチンで最も影響力のある女性10人の一人としてエスポジットを選出している。

## 芸能経歴

### 1998-2006年
エスポジットは6歳の時、1998年に子供向け番組『Caramelito y vos』でテレビ初出演を果たした。クリス・モレナが制作した子供向け連続テレビ番組『Rincón de Luz』で女優デビューを果たし、作中で彼女は主要脇役の一人を演じた。1年後、エスポジットはクリス・モレナによる別のヒットシリーズ『Floricienta』にロベルタ役で出演した。2006年、彼女はクリス・モレナの新しい演出で大成功した子供向け連続番組『Chiquititas』でアグスティーナ・ロスを演じた。また彼女は、これら3作の舞台劇にも参加した。
エスポジットは『Rincón de Luz』『Floricienta』『Chiquititas』のサウンドトラック・アルバムで歌手としてデビューした。これらのアルバムはアルゼンチンほか多くの国（特にイスラエル）で商業的成功を収めた。

### 2007-2010年
2007年、エスポジットは『Casi Ángeles』でマリアネラ・"マール"・リナ役として、テレビ番組で初めての主役を務めた。本作はアルゼンチン、ラテンアメリカ、イスラエルで最も人気のある思春期向けテレビ番組の一つとなった。このシリーズは2007年から2010年まで続き、高視聴率を維持して、最優秀ジュヴナイル番組として4回マルティン・フィエロ賞を受賞した。
『Casi Ángeles』出演時期に、エスポジットはティーンエンジェルズという成功した5人組ポップバンドのメンバーになり、ガストン・ダルマウ、フアン・ペドロ・ランザーニ、ニコラス・リエラ、マリア・エウヘニア・スアレスと共にソニーBMGと契約した 。ティーンエンジェルズは、アルゼンチン、イスラエル、チリ、ペルー、スペイン、ウルグアイなどの国々で成功を収めた 『Casi Ángeles』は2010年に終了したが、バンドメンバーは活動を継続する（マリア・エウヘニア・スアレスと入れ替わりでロシオ・イガルサバルが加入）と発表した。
2007年から2012年にかけて、ティーンエンジェルズは6枚のスタジオ・アルバムをリリースし、うち5枚がアルゼンチン音楽映像事業者会議所によってプラチナ認定、1枚はゴールド認定された。また彼女達はコカ・コーラなど様々なブランドの広告塔を務めた。このバンドはクラリン・アワード、アルゼンチン版キッズ・チョイス・アワード
、2度のロス40プリンシパルズ・アワード、キエロ・アワードを受賞したほか、カルロス・ガルデル賞に3度ノミネートされている。
ティーンエンジェルズは2012年に解散し、同年10月11日に コルドバで最後のコンサートを開催した。ティーンエンジェルズの3Dコンサート映画『Teen Angels, el adiós』は2013年に公開され、同グループの終了を記念した。

### 2011-2013年

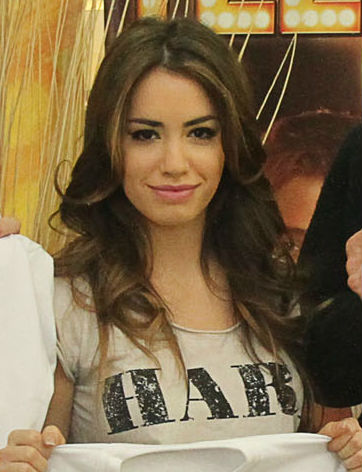
2012年のラリ・エスポシト

『Casi Ángeles』終了後、エスポジットは友人や身内での通称だった「ラリ」を芸名に採用した。
2011年、エスポジットは新たな連続テレビ番組『Cuando me sonreís』で主演を務めた。翌年、エスポジットはアーサー・ミラーの『るつぼ (戯曲)』ブエノスアイレス版でアビゲイル・ウィリアムズ役を演じ、マリアーノ・マルティネスとフェデリコ・アマドールも主演した『La pelea de mi vida』で映画デビューを果たした。
2013年1月より、エスポジットは『Solamente vos』という連続番組でアドリアン・スアルやナタリア・オレイロと共に、ダニエラとして主演の一人を務めた。2013年、エスポジットはソロ・アーティストとしてのファースト・アルバム『A Bailar』をリリースすると発表した。アルバムのジャンルについて尋ねられた際、彼女は主にヒップホップの影響を受けたダンス音楽だと説明した。アルバムのリードシングル「"A Bailar"」は、8月5日に彼女のウェブサイトでデジタルダウンロード用としてリリースされ、トラフィック急増のためウェブサイトが接続不能になった。9月2日、エスポジットは「A Bailar」のミュージックビデオを発表した。同作品は はリリース日にYouTube10万回再生の視聴を獲得し、シングル曲はiTunesラテン（中南米）とiTunesイスラエルでトップ20に入った。また、ラテンアメリカ、イタリア、イスラエルの音楽チャートやラジオチャンネルでも人気を博した。

### 2014-2015年
デビュー・アルバムのリリースに先立ち、エスポジットは「A Bailar」「Asesina」「Del Otro Lado」を含む『A Bailar EP』をリリースした。2枚目のシングル「Asesina」のミュージックビデオは、2014年3月10日に歌手の公式YouTubeアカウントにアップロードされた。10曲収録のアルバム『A Bailar』は2014年3月21日にリリースされた。
アルバムに加えて、エスポジットはアルゼンチン国内のA Bailarツアーを手掛け、その後ウルグアイ、チリ、スペイン、イタリア、イスラエルに立ち寄った。このツアーは、ブエノスアイレスにあるテアトロ・オペラでの最初の5公演で100万を獲得し、後にアルゼンチンで2015年最高のツアー公演に選ばれた。ツアーの成功を受けて多くの日程が追加され、延べ74日に及ぶこのツアーは2016年4月25日にテルアビブで終わりを迎えた。
2014年5月、彼女はブルーノ・アセンツォ監督のペルー映画『A los 40』で主演を務めた。同年、彼女はアルゼンチンのアーティストとして初めて米国のキッズ・チョイス・アワード（最優秀ラテン・アーティスト部門）を受賞した。
2014年の後半、彼女はソニー・ミュージックエンタテインメント・アルゼンチンと歌手の専属契約を結び、『A Bailar』からの3枚目のシングルとして「Mil Años Luz」をリリースした。彼女のソニー・ミュージック編入を記念して、エスポシトは新曲、リミックス、幾つかのビデオクリップ、ツアーのドキュメンタリーを含む未発表の素材を収めた『A Bailar』デラックス版を販売した。同アルバムはウルグアイで最高3位、アルゼンチンで最高5位となり、リリースの数日後にゴールドディスク認定された。
2015年、エスポジットはマリアーノ・マルティネスと共にテレノベラ『Esperanza mía』で主演を務め、修練者を装って修道院に定住する若い女性を演じた。
A Bailarツアーは、ブエノスアイレス、ロサリオ、マル・デル・プラタ、コルドバなど国内じゅうの都市をめぐって2016年へと続き、諸外国ではウルグアイ、イタリア、スペイン、イスラエルに滞在した。2014年、彼女は歌手としてブエノスアイレスでリッキー・マーティンのショーの前座として演奏したほか、2015年にはケイティ・ペリーのプリズマティック・ワールド・ツアーでも前座演奏した。

### 2016-2017年
2016年5月20日にエスポジットは2枚目のアルバム『Soy』をリリースし、エル・パイス紙では「彼女はこのアルバムでさらなる一歩を踏み出し、自分をありのままで見せる試みを行っており、それは常に価値がある」と書かれた。テレビトーク番組『Intrusos』でのインタビューで、彼女アルバムの題名に言及して「自分が考えたり感じている事のありのままを分け与えてできたので、これをSoy（自分）と呼んでいます。それは個性を超えたものです」と発言した。アルゼンチンではほんの3時間で20,000枚以上を売り上げ、アルゼンチン音楽映像事業者会議所(CAPIF)よりゴールドディスク認定された。このアルバムは、アルゼンチン、ウルグアイ、イスラエルで初登場1位、イタリアでは5位、スペインでは6位となった。
リードシングル曲「Soy」は5月5日にリリースされ、モニトール・ラティーノ・アルゼンチンのトップ20チャートで最高5位、エクアドルのポップ曲チャートで最高15位となった。2枚目のシングル「Boomerang 」は2016年9月5日にリリースされ、そのミュージックビデオは2017年6月時点で1,700万回以上再生された。『Soy』は、ビヨンセの『レモネード』、レディー・ガガの『ジョアン』、J・バルヴィンの『Energía』などと共にビルボード・ブラジルによって2016年ベストアルバムの一つに挙げられた。同年、エスポシトはアブラハム・マテオのアルバム『Are You Ready?』再版から楽曲「Mueve」のリミックス、ブライアン・クロス2枚目のアルバム『Darkness to Life』からの楽曲「Firestarter」、ベイビー・Kの国際的ヒット曲「Roma-Bangkok」スペイン語版にフィーチャリング参加した。
8月、エスポジットはロマンティック・コメディ映画『Permitidos』にカミーラ・ボエッキ役として、マルティン・ピロヤンスキーと共に主演を務めた。アリエル・ウィノグラード監督によるこの映画は、総額190万ドルで、37万回以上視聴されている。レビュー収集サイトのTodas Las Críticas は、42の批評に基づいて、この映画に「一般的に好意的なレビュー」を示す67/100点という加重平均点をつけた。
彼女は歌手として9月8日にラテンアメリカ、ヨーロッパ、アジアのSoyツアーを手掛けた。ツアー公演の書評は一般的にエスポシトのボーカルと舞台ショーを賞賛して「今日における国際的なポップショーの期待を満たすものだ」と評された。
2016年のエスポジットの特筆すべき賞としては、「Soy」で2016年アルゼンチン版キッズ・チョイス・アワードのフェイバリット・アーティスト部門とフェイバリット・ソング部門を、2016MTVヨーロッパ・ミュージック・アワードでは最優秀ラテンアメリカ・サウス・アクトを、2016MTVミレニアル・アワードではアルゼンチンアーティスト・オブ・ザ・イヤーを獲得したほか、2016ソウル国際ドラマ・アワードの主演女優賞と2016年マルティン・フィエロ賞にノミネートされ、後者では楽曲「Tengo Esperanza」で最優秀テーマソングを受賞した。彼女はビルボードのソーシャル50チャートとアーティスト100チャートでそれぞれ最高2位と最高69位に入った、史上初のアルゼンチン人アーティストとなった。
7月と11月に、エスポジットは後に出るサード・アルバムからシングル2曲「Una Na」と「Tu Novia」をそれぞれリリースした。前者はいきなりアルゼンチン国内チャートの首位になった。11月、彼女は『Soy』を支援する「Lali en Vivo」と銘打った2度目のコンサート・ツアーを手掛け、ルナ・パーク・アリーナでのショーは2度完売した。

### 2018-2019年
1月から7月にかけてエスポジットは、ペルー、スペイン、イタリア、イスラエル、アメリカ合衆国を訪れたLali en Vivoというツアー公演を続けた。2月には、マウ・イ・リッキーとカロルGの楽曲「Mi Mala」リミックス版に、ベッキーGやレスリー・グレースと共にフィーチャリング参加し、5月にはCD9やアナ・メナとチームを組んで「Prohibido」のリミックス版を制作した。4月に 「100 Grados」そして7月に「Besarte Mucho」の先行リリースがあって、2018年8月に彼女はサード・アルバム『Brava』をリリースした。1週間後、このアルバムは1万枚を売り上げたことでアルゼンチン音楽映像事業者会議所よりゴールドディスク認定を受けた。エスポジットはアルバムリリース直後の8月23日にBravaツアーを手掛け、ルナ・パーク・アリーナでのショーは2度完売した。このアルバムは、マウ・イ・リッキーとのシングル曲「Sin Querer Queriendo」と、ブラジル人ドラッグクイーンのパブロ・ヴィッタールとのシングル曲「Caliente」のリリースで成功した。これらシングルはビルボード・アルゼンチンのホット100でそれぞれ最高14位と51位になった。
音楽以外だと、エスポジットはFOXラテンアメリカの才能発掘テレビ番組『Talento FOX』の審査員としてデビューした。 9月、エスポジットは映画『少女Aの殺人 容疑者ドロレスは、本当にカミラを殺したのか？(原題:The Accused)』で親友を殺した罪に問われた少女として主演を務めた。ゴンサロ・トバル監督によるこの映画は、第75回ヴェネツィア国際映画祭の金獅子賞を決めるメインコンペで初上映された。
ラリは2019年の出だしとして、ユニビジョンの新年特番(Countdown Feliz 2019)でニューヨーク市にあるタイムズスクエアで演奏を披露した。その年の初めに、タリアとコラボした「Lindo Pero Bruto」のミュージック・ビデオがリリースされ、彼女はプレミオス・ロ・ヌエストロとビルボード・ラテン・ミュージック・アワードで要注目候補に挙げられた。その年最初の数ヶ月間、 ラリはアルゼンチンで4倍プラチナ認定された『Brava』のツアー公演を継続していた。第21回ガルデル・アワードで、ラリはその夜最多となる3部門を（『Brava』で最優秀女性ポップ・アルバムと最優秀カバー・デザインを、楽曲「Sin Querer Queriendo」でソング・オブ・ザ・イヤーを）受賞した。2019年最後の数ヶ月間、ラリはBravaツアー公演を欧州、米国、そしてブラジルの音楽祭ロック・イン・リオで実施し、「Caliente」に関してはゴールドディスクの認定を受けた。ラリが公式に4度目の音楽時代を始めたのがこの数ヶ月間である。10月に彼女は4枚目のアルバムのリード・シングル「Laligera」をリリースし、ビルボード・アルゼンチン・ホット100で最高24位となった。11月に彼女は「Como Así」をリリースし、これには同年7月の2019 Premios Juventud（米ユニビジョンのライブイベント）で彼女と共同司会を務めた少年バンドCNCOがフィーチャリング参加している。
2020年5月、ラリは新たに「Lo Que Tengo Yo」というシングル楽曲をリリースした。

## 他の仕事

### モデル業
エスポジットは、単独あるいは彼女のティーンエンジェルズのバンド仲間と共に、多くのブランドの広告塔となっている。彼女の最初のコマーシャルは子供ファッションのMCbodyジーンズだった。2007年、彼女はアルゼンチンの下着ブランドPromesseと独占契約を結び、写真撮影の大半をルイサナ・ロピラートと行なった。2009 年、エスポジットとピーター・ランザーニは、イスラエル市場向けに KEFFボディスプレーの特別なプロモーションを実施した。2011年から彼女は下着ブランドLara Teensの広告塔となっている。2014年、彼女はウルグアイでヘアコンディショナーBiokurの、アルゼンチンでは生理用品企業Carefreeのコマーシャルに出演した。

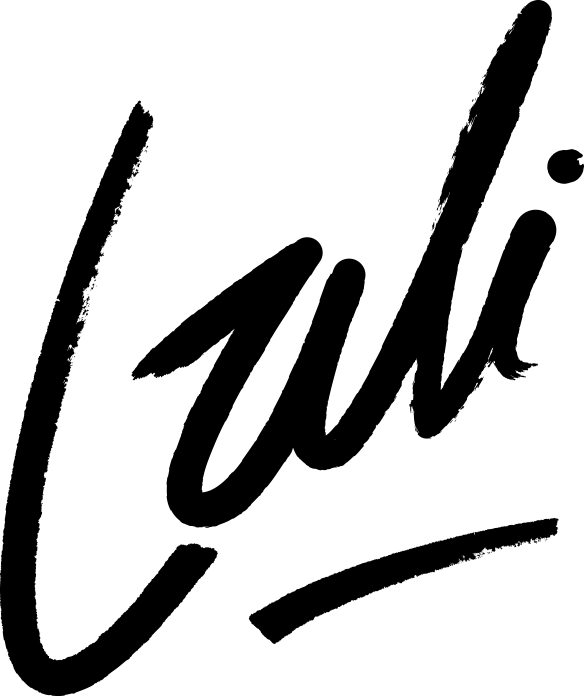
エスポジットのソロアーティストとしてのロゴ。

エスポシトは様々な雑誌の表紙モデルとなっている（ビルボード、ヴォーグのラテンアメリカ版、セブンティーン、コスモポリタンなど）。

### 起業家
2013年9月21日、エスポジットは彼女の名前が入った独自の香水を発売開始した。 2018年、彼女は47 Street（アルゼンチンのアパレル企業）と共に服飾コレクションを立ち上げた。

### 慈善活動
2010年5月、エスポジットとティーンエンジェルズのバンド仲間は、国際生物多様性の日に生物多様性財団(Biodiversity Foundation)によって運営される活動に参加し、生物多様性保全の重要性に対する意識啓発活動をした。2013年、エスポジットは知的障害者の社会的包摂および雇用を促進する非政府組織Best Buddies Internationalを支援した。2014年、彼女はHIV闘病25周年を迎えた財団主催のテアトロ・オペラでのコンサートに参加した。2015年、彼女はコルドバ市の洪水犠牲者を支援する財団のため「洪水、私達は何をすれば?(Flood, what are we doing?)」という連帯キャンペーンを開始した。
エスポジットは、臓器提供に関する意識啓発に尽力する非政府組織Dono x Vos財団の「ゴッドマザー」に任命された。
2017年、彼女はRed SolidariaやCAリーベル・プレートと力を合わせて「Amor Es Presente」と名付けられた連帯キャンペーンを開始した。このキャンペーンは寄付されたおもちゃを受け取り、それが後にクリスマス祭りの一環として12,000人以上の子供たちに贈られるというものだった。

### アクティビズム
エスポジットは、中絶が依然として違法のアルゼンチンにおいて妊娠の自発的終了 (Voluntary Termination of Pregnancy) を自分は支持すると宣言した。この法案は、妊娠初期の14週内なら中絶をしても構わないとする提案で、 女性の希望以外に要件はない。エスポシトはアルゼンチンの女優や歌手からなるフェミニスト団体の一員である（他にヒメナ・バロン、グリゼルダ・シチリアニ、カーラ・ピーターソン、フロレンシア・ペーニャ、フロレンシア・デ・ラ・Vなどが所属）。同法案は下院（代議院）で承認されたが、上院（元老院）によって否決された。エスポジットは、第48回マルティン・フィエロ賞などの主要なイベントで自身の立場を表明し、演奏を終えると彼女はアルゼンチンで中絶法制化運動支持派の証しである緑色のスカーフを掲げた。さらにBravaツアー公演にて、彼女は自身の楽曲「Tu Revolución」をこの運動に捧げるとして、舞台照明が緑色に変わって画面に緑色のハートが表示される演出を行った。

## 私生活
ラリは、マリア・ホセ・リエラ（彼女のツアー公演マネージャー）とカルロス・エスポジット（サッカーコーチ）の娘である。彼女にはパトリシオ・エスポジットとアナ・ローラ・エスポジットという兄弟姉妹が2人いる。彼女はパルケ・パトリシオスで生まれ育った。高校卒業後、彼女達はバンフィールドに引っ越した 。彼女は現在パレルモ (ブエノスアイレス)に住んでいる。2006年から2010年にかけて、エスポジットは『Chiquititas』『Casi Ángeles』の共演者ピーター・ランザーニと恋仲になった。その後2011年から2015年までは歌手で俳優のベンハミン・アマデオと、2015年後半から2016年までは『Esperanza Mía』の共演者マリアーノ・マルティネスと、そして2017年以降は音響エンジニアのサンティアゴ・モコレアと交際している。
2014年3月、ラジオコンチネンタルの伝えた調査で23歳のエスポジットはセクシーなアルゼンチン女性の第3位になった。同年、彼女はツイッターでスペイン語話者の影響力ある著名人の27位になった。

## フィルモグラフィ
| 年        | 題名                | 役名                                  | 備考                |
| --------- | ------------------- | ------------------------------------- | ------------------- |
| 2003      | Rincón de Luz       | マレーナ・"ココ"・カブレラ            | 主役                |
| 2004-2005 | Floricienta         | ロベルタ・エスピノーサ                | 主役                |
| 2006      | Chiquititas Sin Fin | アグスティーナ・ロス                  | 主役                |
| 2007-2010 | Casi Ángeles        | マリアネラ・リナルディ                | 主役の一人          |
| 2011      | Cuando Me Sonreís   | ミラグロス・リヴァス                  | 主役                |
| 2012      | Dulce Amor          | アナ                                  | 第36話              |
| 2013      | Solamente Vos       | ダニエラ・クストー                    | 主役                |
| 2015-2016 | Esperanza Mía       | ジュリア・アルバーラシン/エスペランザ | 主役の一人          |
| 2017      | Showmatch           | 化粧用品の店員                        | カメオ出演          |
| 2018      | MTV Diary           | 彼女自身                              | 特別出演            |
| 2018      | Sandro de América   | リーニャ・ロス                        | 2話だけの出演       |
| 2018      | Talento FOX         | 審査員                                | 才能発掘番組        |
| 2020      | Sky Rojo            | ウェンディ                            | 主役の一人(Netflix) |

| 年   | 題名                                                                        | 役名               | 備考           |
| ---- | --------------------------------------------------------------------------- | ------------------ | -------------- |
| 2012 | La pelea de mi vida                                                         | ベレン・エステベス | 主役           |
| 2013 | Teen Angels, El Adiós                                                       | 彼女自身           | コンサート映画 |
| 2014 | A Los 40                                                                    | メリッサ           | 主役           |
| 2016 | Me casé con un boludo                                                       | 彼女自身           | カメオ         |
| 2016 | Permitidos                                                                  | カミーラ・ボエッキ | 主役の一人     |
| 2018 | 少女Aの殺人 容疑者ドロレスは、本当にカミラを殺したのか？ (原題:The Accused) | ドロレス・ドライア | 主役の一人     |

## 舞台
| 年      | 題名                      | 役名                                  | 場所            |
| ------- | ------------------------- | ------------------------------------- | --------------- |
| 2003    | Rincón de luz             | マレーナ・"ココ"・カブレラ            | Gran Rex        |
| 2004-05 | Floricienta               | ロベルタ・エスピノーザ                | Gran Rex        |
| 2006    | Chiquititas               | アウグスティーナ・ロス                | Gran Rex        |
| 2007-10 | Casi Ángeles              | マリアネラ・リナルディ                | Gran Rex        |
| 2012    | るつぼ                    | アビゲイル・ウィリアムズ              | Teatro Broadway |
| 2014    | Casi Normales             | 彼女自身                              | Teatro Tabarís  |
| 2015    | Esperanza mía: El musical | ジュリア・アルバーラシン/エスペランザ | Teatro Opera    |

## ディスコグラフィ
- 『A Bailar』(2014)
- 『Soy』(2016)
- 『Brava』(2018)[69]

## コンサートツアー
主役
- A Bailar Tour (2014-2016)
- Soy Tour (2016-2017)
- Lali en Vivo (2017-2018)
- Brava Tour (2018-2019)

前座
- The Prismatic World Tour (ケイティ・ペリー) (2015)
- The 7/27 Tour (フィフス・ハーモニー) (2016)
- One World Tour (リッキー・マーティン) (2016)
- Witness: The Tour (ケイティ・ペリー) (2018)
- Never Be the Same Tour (カミラ・カベロ) (2018)

## 受賞歴
2020年10月時点で、エスポジットは107回のノミネートから受賞を46回果たしている。主なものはガルデル・アワード5回、MTVヨーロッパ・ミュージック・アワード4回、キッズ・チョイス・アワード1回、ヒートラテン・ミュージック・アワード1回、アルゼンチン版キッズ・チョイス・アワード13回、マルティン・フィエロ・アワード1回、タトー・アワード1回がある。このほかラリがノミネートされたものには、プレミオス・ロ・ヌエストロ、ビルボード・ラテン・ミュージック・アワード、国際ソウルドラマアワードなどがある。